# 怕尼芝
怕尼芝（琉球語：／ ；？—1395年）是琉球國三山時代北山王國的建立者，1322年至1395年在位。
怕尼芝出生地有非常多種的說法，其中一種說法稱怕尼芝是湧川按司之孫。湧川按司則是英祖王的次子。
根據《思草紙》中一些琉歌的記載，中山國自從玉城繼位之後國力衰弱。怕尼芝發兵攻滅了今歸仁按司（係怕尼芝從兄弟的兒子），自封為今歸仁按司；後來又在1322年宣佈脫離中山的統治，自稱北山王，割據沖繩本島北部自立。其統治國土包含了沖繩本島北部地區以及周邊的一些島嶼，奄美群島的南部地區也在其統治之下。
怕尼芝於1383年向明朝朝貢。根據《中山世譜》的說法，怕尼芝死後，其子珉繼位。
如今在沖繩本島的北部，有一個地名叫「羽地」（ハニジ），據說就是得名於怕尼芝。
由於怕尼芝統治北山將近70年，有些學者認為怕尼芝并不是一個人而是若干代同名的君主。因為在當時的琉球，父子數代同名是很正常的事（→參見條目琉球人名）。
| 怕尼芝   |                                  |           |
| 前任： - | 第一代北山王國國王 1322年—1395年 | 繼任： 珉 |